# Autopista AP-2
Die Autopista AP-2 oder Autopista del Nordeste ist eine Autobahn in Spanien und Teil der Europastraße 90. Die Autobahn beginnt in Alfajarín und endet in Saifores.

## Streckenverlauf

### Abschnitte
| Position | Kurzbezeichnung   | Abschnitt                                              | km   | Eröffnung |
| -------- | ----------------- | ------------------------------------------------------ | ---- | --------- |
| 1        | E-90 AP-2         | Alfajarín-Soses                                        | 96   | 1977      |
| 2        | E-90 AP-2         | Soses-Lleida                                           | 26   | 1976      |
| 3        | E-90 AP-2         | Lleida-El Vendrell AP-7                                | 93   | 1976      |
| 4        | E-90 E-15 A-7 A-2 | El Vendrell-AP-7-Villafranca del Panadés (nord) (AP-7) | 26,4 | 1973      |
| 5        | E-90 E-15 A-7 A-2 | Villafranca del Panadés (nord) (AP-7)-Martorell (AP-7) | 21,9 | 1973      |
| 6        | E-90 E-15 A-7 A-2 | Martorell (AP-7)-El Papiol (AP-7)-Molins de Rey (B-23) | 17   | 1972      |
| 7        | E-90 AP-2 B-23    | Molins de Rey (B-23)-Barcelona (B-23)                  | 11   | 1969      |

### Streckenführung
| Position | Ausfahrt | höchste zulässige Gesamtgeschwindigkeit | km          | Richtung (El Vendrell)                                                          | Richtung (Saragossa) | Anschluss an                      |
| -------- | -------- | --------------------------------------- | ----------- | ------------------------------------------------------------------------------- | --- | --------------------------------- |
| 1        | 0        | 100                                     |             | Beginn der Autopista                                                            | Ende der Autopista, Beginn der französischen Autoroute La Catalane o La Languedocienne                                                                   |                                   |
| 2        |          | 100                                     |             | Girona Katalonien                                                               | Pyrénées-Orientales Okzitanien | E-15 A-9                          |
| 3        | 3,5      | 100                                     | 1           | La Jonquera (nord/aduana)                                                       | |                                   |
| 4        | 6,3      | 80                                      |             | La Junquera (Mautstelle)                                                        | La Junquera (Mautstelle) |                                   |
| 4        | 6,7      | 120                                     | 2           | La Junquera                                                                     | La Junquera |                                   |
| 4        |          | 120                                     |             | Área de Servicio de La Junquera                                                 | Área de Servicio de La Junquera |                                   |
| 5        | 7,1      | 120                                     | 2           |                                                                                 | La Jonquera (aduana) |                                   |
| 6        | 11,7     | 120                                     |             | Área de Descanso de Capmany                                                     | Área de Descanso de Capmany |                                   |
| 7        | 20,5     | 120                                     | 3           | Figueres (nord) AVE Roses                                                       | Figueres (nord) |                                   |
| 8        | 24       | 120                                     |             | Área de Descanso de Figueras                                                    | Área de Descanso de Figueras |                                   |
| 9        | 29       | 120                                     | 4           | Figueres (süd) Roses                                                            | Figueres (süd) AVE Roses |                                   |
| 10       | 35       | 120                                     |             | Área de Servicio de Ampurdán                                                    | Área de Servicio de Ampurdán |                                   |
| 11       | 40,5     | 120                                     | 5           | L’Escala Empúries                                                               | L’Escala Empúries |                                   |
| 12       | 46,5     | 120                                     |             | Área de Descanso de Vilademuls                                                  | Área de Descanso de Vilademuls |                                   |
| 13       | 47       | 120                                     |             |                                                                                 | Vilademuls La Junquera Frankreich | N-II                              |
| 14       | 56,4     | 120                                     | 6           | Girona (nord) Banyoles Olot Palamós                                             | Girona (nord) Banyoles Olot |                                   |
| 15       | 60       | 120                                     | 6B          | Girona (west) AVE                                                               | Girona (west) |                                   |
| 16       | 64,3I    | 120                                     | 7           | Girona (süd) Sant Feliu de Guíxols                                              | Girona (süd) AVE |                                   |
| 17       | 67       | 120                                     |             | Fornells de la Selva Barcelona                                                  | | A-2 N-II                          |
| 18       | 68       | 120                                     |             |                                                                                 | Área de Descanso de Gerona |                                   |
| 19       | 70,5     | 120                                     |             | Área de Servicio de El Gironés                                                  | Área de Servicio de El Gironés |                                   |
| 20       | 71,5     | 120                                     | 8           | Flughafen CIM la Selva Riudellots de la Selva Cassà de la Selva Vic             | Flughafen CIM la Selva Riudellots de la Selva Cassà de la Selva Vic                                                                                      | C-25                              |
| 21       | 76       | 120                                     |             | Área de Descanso de Viloví de Oñar                                              | Área de Descanso de Viloví de Oñar |                                   |
| 22       | 84,5     | 120                                     | 9           | Maçanet de la Selva Blanes Lloret de Mar Malgrat de Mar                         | Maçanet de la Selva Blanes Lloret de Mar Malgrat de Mar                                                                                                  | C-35                              |
| 23       | 85       | 120                                     | 9A9B        |                                                                                 | Santa Coloma de Farnés Lloret de Mar Sant Feliu de Guíxols PalamósMassanet de la SelvaSanta Coloma de Farnés Lloret de Mar Sant Feliu de Guíxols Palamós | C-35                              |
| 24       | 86       | 120                                     |             | Área de Servicio de La Selva                                                    | Área de Servicio de La Selva |                                   |
| 25       | 92       | 120                                     |             | Área de Descanso de Massanet de la Selva                                        | Área de Descanso de Massanet de la Selva |                                   |
| 26       | 92,5     | 120                                     |             | Provinz Barcelona                                                               | Provinz Girona |                                   |
| 27       | 95,5     | 120                                     | 10          | Hostalric Blanes                                                                | Hostalric Blanes |                                   |
| 28       | 100      | 120                                     |             | Área de Descanso de Fogás de Tordera                                            | Área de Descanso de Fogás de Tordera |                                   |
| 29       | 107      | 120                                     |             | Área de Descanso de San Celoni                                                  | Área de Descanso de San Celoni |                                   |
| 30       | 111,5    | 120                                     | 11          | Sant Celoni-Montseny                                                            | Sant Celoni-Montseny |                                   |
| 31       | 112      | 120                                     |             | Área de Descanso de Vallgorguina                                                | |                                   |
| 32       | 117,5    | 120                                     |             | Área de Servicio de Montseny                                                    | Área de Servicio de Montseny |                                   |
| 33       | 122      | 120                                     |             | Área de Descanso de Llinás del Vallés                                           | Área de Descanso de Llinás del Vallés |                                   |
| 34       | 125      | 120                                     | 12A         | Cardedeu La Roca del Vallès                                                     | Cardedeu La Roca del Vallès |                                   |
| 35       | 126,3    | 120                                     | 12B         | La Roca del Vallès Granollers (ost)Mataró                                       | La Roca del Vallès Granollers (ost)Mataró | C-60                              |
| 36       | 129      | 80                                      |             | La Roca del Vallés (Mautstelle)                                                 | La Roca del Vallés (Mautstelle) |                                   |
| 37       | 132,5    | 120                                     | 13          | Granollers Montornès del Vallès Vilanova del Vallès                             | Granollers Montornès del Vallès Vilanova del Vallès |                                   |
| 38       | 133      | 120                                     |             | Barcelona Flughafen                                                             | | C-33                              |
| 39       | 133      | 120                                     | 14          | Parets del Vallès Vic                                                           | Parets del Vallès Vic Puigcerdà | C-17                              |
| 40       | 138,5    | 120                                     | 15          | Mollet del Vallès                                                               | Mollet del Vallès Parets La Llagosta | C-17                              |
| 41       | 139,5    | 120                                     | 16          | Mollet del Vallès (nord)                                                        | Mollet del Vallès (nord) |                                   |
| 42       | 141      | 120                                     | 17          | Caldes de Montbui C.I.M. Vallés Mollet del Vallèssur (süd)                      | Caldes de Montbui C.I.M. Vallés Mollet del Vallèssur (süd)                                                                                               | C-59                              |
| 43       | 143,5    | 120                                     | 18          | Santa Perpètua de Mogoda Polinyá (Industriegebiet süd/ost)                      | |                                   |
| 44       | 144      | 120                                     |             | Área de Servicio de El Vallés                                                   | Área de Servicio de El Vallés |                                   |
| 45       | 146      | 120                                     | 18          |                                                                                 | Santa Perpètua de Mogoda Polinyá (Industriegebiet süd/ost)                                                                                               |                                   |
| 46       | 147,8    | 120                                     | 19          | Can Salvatella Ripollet Santiga Barberà del Vallès (nord)                       | Barberà del Vallès Can Salvatella Ripollet Santiga Barberà del Vallès (nord)                                                                             |                                   |
| 47       | 150      | 100                                     | 20          | BarcelonaSabadell ManresaBarberà del Vallès Cerdanyola del Vallès               | | B-30C-58 N-150                    |
| 48       | 152      | 100                                     | 21          | Bellaterra Sant Cugat del Vallès (ost) Technikpark Vallès Park l'Alba-Sincrotró | | B-30                              |
| 49       | 152      | 100                                     | 21          | Área de Servicio de Bellaterra                                                  | Área de Servicio de Bellaterra |                                   |
| 50       | 152      | 100                                     | 21          |                                                                                 | Sardañola del Vallés U. Autònoma (UB) Park l'Alba-Sincrotró Barcelona Sabadell                                                                           | B-30C-58                          |
| 51       | 154      | 100                                     | 22          | Barcelona Vallvidrera (Tunnel) Manresa Rubí                                     | | B-30 E 9 C-16                     |
| 52       | 159      | 100                                     | 24          |                                                                                 | Barcelona Vallvidrera (Tunnel) Manresa Rubí Mira-sol | B-30 E 9 C-16                     |
| 53       |          | 100                                     |             | Molins de Rei Barcelona Berg Flughafen Industriezone Frankreich                 | B-24 N-340AP-2 E 90 N-632 |                                   |
| 54       |          | 100                                     |             |                                                                                 | Barcelona | E 90 B-23                         |
| 55       |          | 100                                     |             | Área de Servicio de Puerta de Barcelona                                         | Área de Servicio de Puerta de Barcelona |                                   |
| 56       |          | 100                                     | 25          | Martorell Manresa Igualada Lleida                                               | Martorell Manresa Igualada Lleida | A-2                               |
| 57       |          | 80                                      |             | Martorell (Mautstelle)                                                          | Martorell (Mautstelle) |                                   |
| 58       |          | 120                                     |             | Área de Descanso de Castellví de Rosanes                                        | Área de Descanso de Castellví de Rosanes |                                   |
| 59       |          | 120                                     |             | Gelida Sant Llorenç d’Hortons                                                   | 26 | BV-229                            |
| 60       |          | 120                                     |             | Área de Descanso de Subirats                                                    | Área de Descanso de Subirats |                                   |
| 61       |          | 120                                     | 27          | Sant Sadurní d’Anoia Subirats                                                   | Sant Sadurní d’Anoia Subirats |                                   |
| 62       |          | 120                                     | 28          | Villafranca del Panadés (nord) Igualada Manresa                                 | | N-340C-15                         |
| 63       |          | 120                                     | 29          | Villafranca del Panadés (Stadt)Vilanova i la Geltrú Sitges                      | | C-15                              |
| 64       |          | 120                                     | 30          | Villafranca del Panadés (süd) Santa Margarita y MonjósManresa                   | Villafranca del Panadés (süd) Santa Margarita y Monjós                                                                                                   | N-340 C-15                        |
| 65       |          | 120                                     |             | Provinz Tarragona                                                               | Provinz Barcelona |                                   |
| 66       |          | 120                                     |             | Área de Servicio de El Penedés                                                  | Área de Servicio de El Penedés |                                   |
| 67       |          | 120                                     |             | Lleida Saragossa                                                                | Lleida Saragossa | E-90 AP-2                         |
| 68       |          | 120                                     |             | Área de Descanso de Santa Oliva                                                 | Área de Descanso de Santa Oliva |                                   |
| 69       |          | 120                                     | 31          | El Vendrell Comarruga Vilanova i la Geltrú                                      | El Vendrell Comarruga Flughafen Barcelona nach Vilanova i la Geltrú                                                                                      | C-32 N-340                        |
| 70       |          | 120                                     |             | Área de Descanso de Roda de Bará                                                | Área de Descanso de Roda de Bará |                                   |
| 71       |          | 120                                     | 32          | Torredembarra Altafulla                                                         | Torredembarra Altafulla |                                   |
| 72       |          | 120                                     |             | Área de Servicio de El Médol                                                    | Área de Servicio de El Médol |                                   |
| 73       |          | 120                                     |             | Área de Descanso de Tarragona                                                   | |                                   |
| 74       |          | 120                                     | 33          | Tarragona Valls-AVE                                                             | Tarragona Valls-AVE |                                   |
| 75       |          | 120                                     | 34          | Tarragona Industriezone Reus (ost) Flughafen CIM el Camp                        | Tarragona Industriezone Reus (ost) Flughafen CIM el Camp                                                                                                 |                                   |
| 76       |          | 120                                     | 35          | Vila-seca Salou Reus (süd) sur Port Aventura                                    | Vila-seca Salou Reus (süd) sur Port Aventura |                                   |
| 77       |          | 120                                     | 37          | Cambrils                                                                        | Cambrils | N-340                             |
| 78       |          | 120                                     | 38          | Hospitalet del InfanteMóra d’Ebre                                               | Hospitalet del InfanteMóra d’Ebre | N-340C-44                         |
| 79       |          | 120                                     |             | Área de Servicio de Hospitalet del Infante                                      | Área de Servicio de Hospitalet del Infante |                                   |
| 80       |          | 120                                     | 39          | L’Ametlla de Mar El Perelló                                                     | L’Ametlla de Mar El Perelló | N-340                             |
| 81       |          | 120                                     | 39A         | L’Ampolla                                                                       | L’Ampolla | N-340                             |
| 82       |          | 120                                     |             | Área de Servicio de Bajo Ebro                                                   | Área de Servicio de Bajo Ebro |                                   |
| 83       |          | 120                                     | 40          | TortosaL’Aldea                                                                  | TortosaL’Aldea | C-42 N-235                        |
| 84       |          | 120                                     | 41          | Amposta Sant Carles de la Ràpita                                                | Amposta Sant Carles de la Ràpita | N-340                             |
| 85       |          | 120                                     |             | Provinz Castellón Valencia                                                      | Provinz Tarragona Katalonien |                                   |
| 86       |          | 120                                     | 42          | Vinaròs Alcanar Ulldecona                                                       | Vinaròs Alcanar Ulldecona | N-238                             |
| 87       |          | 120                                     |             | Área de Servicio de Benicarló                                                   | Área de Servicio de Benicarló |                                   |
| 88       |          | 120                                     | 43          | Peñíscola Benicarló Vinaròs                                                     | Peñíscola Benicarló Vinaròs | N-340                             |
| 89       |          | 120                                     | 44          | Torreblanca Alcocéber                                                           | Torreblanca Alcocéber | N-340                             |
| 90       |          |                                         |             | Área de Servicio de La Ribera                                                   | Área de Servicio de La Ribera |                                   |
| 91       |          | 120                                     | 45          | Oropesa del Mar Benicàssim                                                      | Oropesa del Mar | N-340                             |
| 92       |          | 120                                     | 46          | Castellón de la Plana (nord)                                                    | Castellón de la Plana (nord) Benicasim | N-340                             |
| 93       |          | 120                                     | 47          | Berg Castellón de la Plana (süd) Villarreal (nord)                              | Berg Castellón de la Plana (süd) | N-340                             |
| 94       |          | 120                                     | 48          | Burriana Nules Alquerias N.P.                                                   | Villarreal Burriana Alquerias N.P. | N-340                             |
| 95       |          | 120                                     |             | Área de Servicio de La Plana                                                    | Área de Servicio de La Plana |                                   |
| 96       |          | 120                                     | 49          | La Vall d’UixóMoncófar                                                          | La Vall d’UixóNulesMoncófar | N-340                             |
| 97       |          | 120                                     |             | Provinz Valencia                                                                | Provinz Castellón |                                   |
| 98       |          | 80                                      |             | Sagunto (Mautstelle)                                                            | Sagunto (Mautstelle) |                                   |
| 99       |          | 120                                     |             | Ende der A-7Beginn der Umfahrung Valencia                                       | Ende der UmfahrungValencia Beginn der AP-7 | E-15 A-7                          |
| 100      |          | 120                                     | (A-7) 297   |                                                                                 | Almenara Castellón de la Plana Barcelona | A-7                               |
| 101      |          | 120                                     | 50          | Sagunto Teruel Saragossa                                                        | Sagunto Teruel Saragossa | A-23                              |
| 102      |          | 120                                     |             | Área de Servicio de Sagunto                                                     | Área de Servicio de Sagunto |                                   |
| 103      |          | 120                                     | 51          | Valencia (nord) Puçol Sagunto                                                   | Valencia (nord) Puçol Sagunto | V-21 V-23                         |
| 104      |          | 120                                     | A-7 307     |                                                                                 | Teruel Saragossa | V-23A-23                          |
| 105      |          | 120                                     | A-7 311     | Rafelbuñol El Puig Puebla de Farnals                                            | Rafelbuñol El Puig Puçol | CV-300                            |
| 106      |          | 120                                     | A-7 313/315 | Masamagrell Náquera Moncada                                                     | Masamagrell Náquera Moncada | CV-32CV-315                       |
| 107      |          | 120                                     | A-7 321     | Bétera Burjasot                                                                 | Bétera Burjasot | CV-310                            |
| 108      |          | 120                                     | A-7 324     | Valencia Llíria Ademuz                                                          | Valencia Llíria Ademuz | CV-35                             |
| 109      |          | 120                                     | A-7 326/328 | Valencia Flughafen Berg                                                         | Valencia Flughafen Berg | V-35                              |
| 110      |          | 120                                     | A-7 331     | Manises Ribarroja del Turia                                                     | Manises Ribarroja del Turia | CV-370                            |
| 111      |          | 120                                     | A-7 335/336 | Madrid Valencia                                                                 | | E-901 A-3                         |
| 112      |          | 120                                     | A-7 339/341 | Torrent Industriegebiet Valencia>Calicanto                                      | Torrent Industriegebiet Valencia>Calicanto | CV-36 ,CV-311                     |
| 113      |          | 120                                     | A-7 344     | Monserrat Montroy Torrent                                                       | | CV-405                            |
| 114      |          | 120                                     |             | Área de Servicio de Torrente-Picasen                                            | Área de Servicio de Torrente-Picasen |                                   |
| 115      |          | 120                                     | A-7 351     | Picasent Alcácer Silla                                                          | Picasent Alcácer Silla |                                   |
| 116      |          | 120                                     |             | Ende der Umfahrung Valencia Beginn der AP-7                                     | Beginn der Umfahrung Valencia Ende der AP-7 | E-15 A-7                          |
| 117      |          | 120                                     | 59          | AlicanteAlbacete                                                                | Valencia Berg | Autovía A-7Autovía A-35V-31       |
| 118      |          | 120                                     | 532         | Industriegebiet Almusafes Alzira                                                | Industriegebiet Almusafes Alzira | CV-42                             |
| 119      |          | 120                                     | 535         | Sollana Sueca Alicante                                                          | | A-30 N-332                        |
| 120      |          | 80                                      |             | Silla (Mautstelle)                                                              | Silla (Mautstelle) |                                   |
| 121      |          | 120                                     | 58          | Alzira Algemesí Sueca                                                           | | CV-40                             |
| 122      |          | 120                                     | 59          | Cullera Tabernes de Valldigna Favara                                            | Cullera Sueca Favara | N-332                             |
| 123      |          | 120                                     |             | Área de Servicio de La Safor                                                    | Área de Servicio de La Safor |                                   |
| 124      |          | 120                                     | 60          | Gandia Jeresa Jaraco                                                            | Tabernes de Valldigna Jeresa Jaraco | N-332                             |
| 125      |          | 80                                      |             | Jeresa (Tunnel) Länge: 560 m                                                    | Jeresa (Tunnel) Länge: 560 m |                                   |
| 126      |          | 120                                     | 61          | Oliva Pego                                                                      | Oliva Gandia | N-332                             |
| 127      |          | 120                                     |             | Provinz Alicante                                                                | Provinz Valencia |                                   |
| 128      |          | 120                                     | 62          | Ondara Dénia Xàbia                                                              | Ondara Dénia Xàbia | N-332                             |
| 129      |          | 120                                     |             | Área de Servicio de San Antonio                                                 | Área de Servicio de San Antonio |                                   |
| 130      |          | 100                                     | 63          | Teulada Benisa Calp                                                             | Teulada Benisa Gata de Gorgos | N-332                             |
| 131      |          | 80                                      |             | Mascarat (Tunnel) Länge: 540 m                                                  | Mascarat (Tunnel) Länge: 540 m |                                   |
| 132      |          | 120                                     | 64          | Altea Callosa de Ensarriá                                                       | Altea Calp | N-332                             |
| 133      |          | 120                                     | 65          | Benidorm (levante)                                                              | Benidorm (levante) Callosa de Ensarriá | N-332                             |
| 134      |          | 100                                     | 65A         | Benidorm (poniente) Terra Mítica                                                | Benidorm (poniente) Terra Mítica |                                   |
| 135      |          | 120                                     |             | Área de Servicio de La Marina                                                   | Área de Servicio de La Marina |                                   |
| 136      |          | 100                                     | 66          | Villajoyosa                                                                     | Villajoyosa |                                   |
| 137      |          | 100                                     |             | Alicante Murcia Madrid Flughafen                                                | | Autovía A-70 A-31Autovía A-77 A-7 |
| 138      |          | 120                                     |             | Ende der Autobahn, Beginn der Umfahrung Alicante                                | Beginn der Autobahn, Ende der Umfahrung Alicante |                                   |

## Größere Städte an der Autobahn
- Saragossa
- Lleida
- Saifores